# El difunto es un vivo (película de 1941)
El difunto es un vivo es una película española de 1941 rodada en blanco y negro y basada en la obra teatral escrita por Francisco Prada e Ignacio Ferrés Iquino. El filme fue dirigido por el propio Iquino—, quien también firmó el guion— y fue protagonizado por Antonio Vico. Es una comedia que obtuvo un relativo éxito de público.

## Sinopsis
Inocencio Manso y Remanso es un hombre pacífico, vegetariano y amante de los animales que vive en una mansión en el campo junto con su esposa Elsa, su suegra Restituta, los criados y numerosos animales a los que cuida amorosamente. A pesar de su acomodada situación es infeliz debido a la hostilidad de su suegra y a que su esposa no está satisfecha de su carácter pusilánime y flirtea con otros hombres. Al recibir la noticia del fallecimiento de su hermano gemelo Fulgencio, un famoso concertista establecido en América, decide simular su suicidio y se hace pasar por Fulgencio con la ayuda de su amigo Marquitos. En su nuevo papel, adopta una personalidad más decidida y seductora y decide volver a conquistar a Elsa, si bien debe afrontar los embates de Restituta, enamorada de Fulgencio desde que era joven. Conseguirá expulsar a los pretendientes de su viuda y engañar a su suegra, pero Elsa seguirá enamorada de Inocencio, ya que es conocedora de la noticia de la muerte de Fulgencio. Ambos partirán juntos de viaje hacia París.

## Las productoras
La Guerra civil destruyó la prometedora industria cinematográfica española que se había ido fortaleciendo durante la Segunda República. El nuevo régimen del general Franco, consciente de la importancia social del cine, aplicó una doble política: la prohibición mediante la implantación de una rígida censura y la protección a través de la concesión de subvenciones, premios y de licencias de importación de filmes extranjeros.
En este difícil contexto, la productora valenciana CIFESA continuó con la actividad que ya había desarrollado antes de la guerra. Imitaba el sistema de estudios de las grandes productoras de Hollywood, aunque sin contar con estudios de grabación ni salas de exhibición. Contrataba a directores, intérpretes y otros profesionales, a los que mantenía en plantilla. Al tiempo que basaba su éxito en la producción en serie de películas, tenía la política de compartir la producción con otras empresas más pequeñas con el fin de reducir los riesgos. Una de estas pequeñas productoras era la de Aureliano Campa, situada en Barcelona. Fundada en 1927, tras la guerra llegó a un entendimiento con CIFESA para la realización de comedias de bajo presupuesto sin otra pretensión que el entretenimiento. El acuerdo le proporcionaba a CIFESA una expansión geográfica que ambicionaba dada su vocación de gran empresa nacional.

## El autor
Al terminar la Guerra civil, Ignacio Farrés Iquino —quien firmaba sus obras simplemente como «Iquino»— decidió continuar con sus diversas actividades profesionales. Superó sin problemas la depuración franquista pese a haber trabajado durante el conflicto bélico para la Confederación Nacional del Trabajo, ya que las películas que había dirigido carecían de contenido político. Continuó trabajando como fotógrafo, actividad en la que era muy apreciado, y estrenó un par de obras teatrales coescritas con su colaborador Francisco Prada. La estabilidad económica le permitió contraer matrimonio en 1940 con Amelia San José.
Luis Sainz, que había trabajado con él en Diego Corrientes, le presentó al productor Aureliano Campa. Con el filme ¿Quién me compra un lío? (1940) iniciaron una colaboración que se mantendría durante cuatro años y una amistad que duraría mucho más tiempo. El éxito comercial de esta comedia les llevó a repetir con Alma de Dios (1941) —adaptación de la zarzuela homónima con libreto de Carlos Arniches— en la que actuaba una jovencísima Amparito Rivelles. El filme fue igualmente rentable y animó a productor y director a repetir con El difunto es un vivo.
El acuerdo con Campa —e indirectamente con CIFESA— satisfacía a Iquino porque le permitía trabajar en Barcelona, en un ambiente que le era grato. Además le permitía utilizar repetidamente a unos colaboradores a los que ya conocía, como el montador Juan Serra o los actores Guadalupe Muñoz Sampedro y Francisco Martínez Soria. Por otra parte, las económicas producciones del director catalán y de Campa encajaban perfectamente en la estructura industrial de la productora valenciana, que simultaneaba el rodaje de dos producciones: una cara y de calidad encargada a sus primeras figuras y otra más económica, realizada con profesionales de segundo nivel y dirigida a un público popular. A este público de proletariado urbano le gustaban las situaciones del cine de Iquino, inspiradas en la revista del Paralelo barcelonés. 

## La película
Entre las muchas facetas de Iquino estaba la de autor teatral. Poco antes había escrito y estrenado —junto con su colaborador habitual Francisco Prada— El difunto es un vivo. Esta era una comedia que ha sido definida como «arrevistada» o «vodevilesca». Consideró que podía ser una buena base para una película de humor que ayudara al público a olvidar la dura realidad de la postguerra, y convenció a Aureliano Campa de que la produjera. El mismo Iquino escribió el guion y se encargó de la dirección.
Se trata de una comedia de enredo marcada por la simulación y el uso del disfraz, en la línea de la popular La tía de Carlos. Las tramas que incluyen dobles, cambios de personalidad o sustituciones de identidad eran habituales en el cine de Iquino y en el cine español de la época. Tanto esta circunstancia como la trama de los hermanos separados incitan a reflexionar acerca de la realidad social de un país entonces dividido por una reciente guerra civil.
El filme tuvo un moderado éxito comercial, lo que, unido a su bajo coste de producción, lo hizo rentable para las productoras. Esto permitió a Iquino rodar al año siguiente Los ladrones somos gente honrada, nuevamente con Campa.

## Reparto

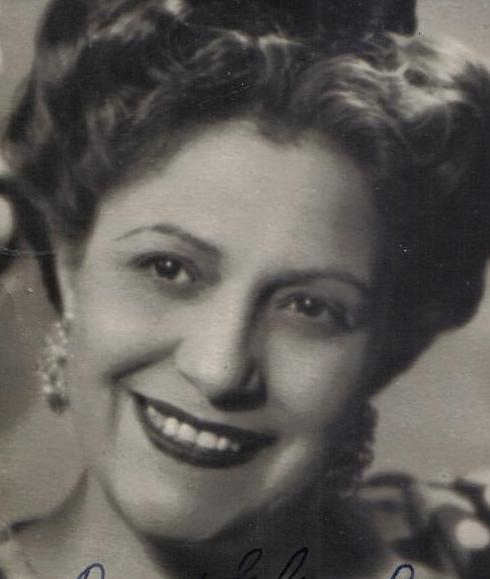
Guadalupe Muñoz Sampedro interpreta a Restituta, la suegra.

El filme cuenta con excelentes actores secundarios, algunos habituales en el cine de Iquino, que llenan la pantalla con su presencia. Es el caso de Guadalupe Muñoz Sampedro y Francisco Martínez Soria. No está considerado a la misma altura el protagonista, Antonio Vico. El peso de la cinta recae sobre él al encarnar a Inocencio, el cual se hace pasar por su difunto hermano Fulgencio. Además, el actor también interpreta brevemente a los dos difuntos progenitores de ambos gemelos, que le interpelan desde sus retratos.  Sin embargo, algún análisis le responsabiliza de que el ritmo de la película decaiga notablemente en su segunda mitad, cuando adopta el papel del hermano alegre que vuelve de América.
| Intérprete               | Rol                  |
| ------------------------ | -------------------- |
| Antonio Vico             | Inocencio            |
| Mary Santamaría          | Elsa                 |
| Guadalupe Muñoz Sampedro | Restituta            |
| Luis Porredón            | Mauricio             |
| F. Martínez Soria        | Luquitas             |
| Alberto López            | Juanito Pino y Nogal |
| J. Ramón Giner           | Tortuga              |
| Teresa Idel              | Cocinera             |
| Modesto Cid              | Alcalde              |
| J. Acuaviva              | Don Tomás            |
| C. Garriga               | Invitado             |

## Música
La música del filme es obra de José Ruiz de Azagra, pero destaca especialmente la canción «Pu pu pi du», un foxtrot compuesto por Juan Durán Alemany y cantado por la actriz Mary Santamaría acompañada al piano por el propio compositor y vocalmente por el cuarteto Orpheus. Este último estaba compuesto por el tenor Cayetano Renom, Enric Climent, Vicenç Mariano y August Dalet. A Iquino le gustaba incluir temas de jazz en sus películas.